# Gelenkarmschleifmaschine
Gelenkarmschleifmaschinen werden zum Schleifen und Polieren von Naturstein verwendet. Es handelt sich um zweigelenkige Maschinen, die entweder auf einem Sockel oder wandmontiert verwendet und beidhändig geführt werden. Dieser Schleifmaschinentyp ist die ursprünglichste Schleifmaschine, die sich in der zweiten Hälfte des 19. Jahrhunderts rasant weltweit verbreitete und die Voraussetzung zur Entwicklung der Granitindustrie bildete. Bedeutsam ist in diesem Zusammenhang der Steinmetz Erhard Ackermann, der die Granitschleiftechnologie erfand.

## Einsatz und Verwendung

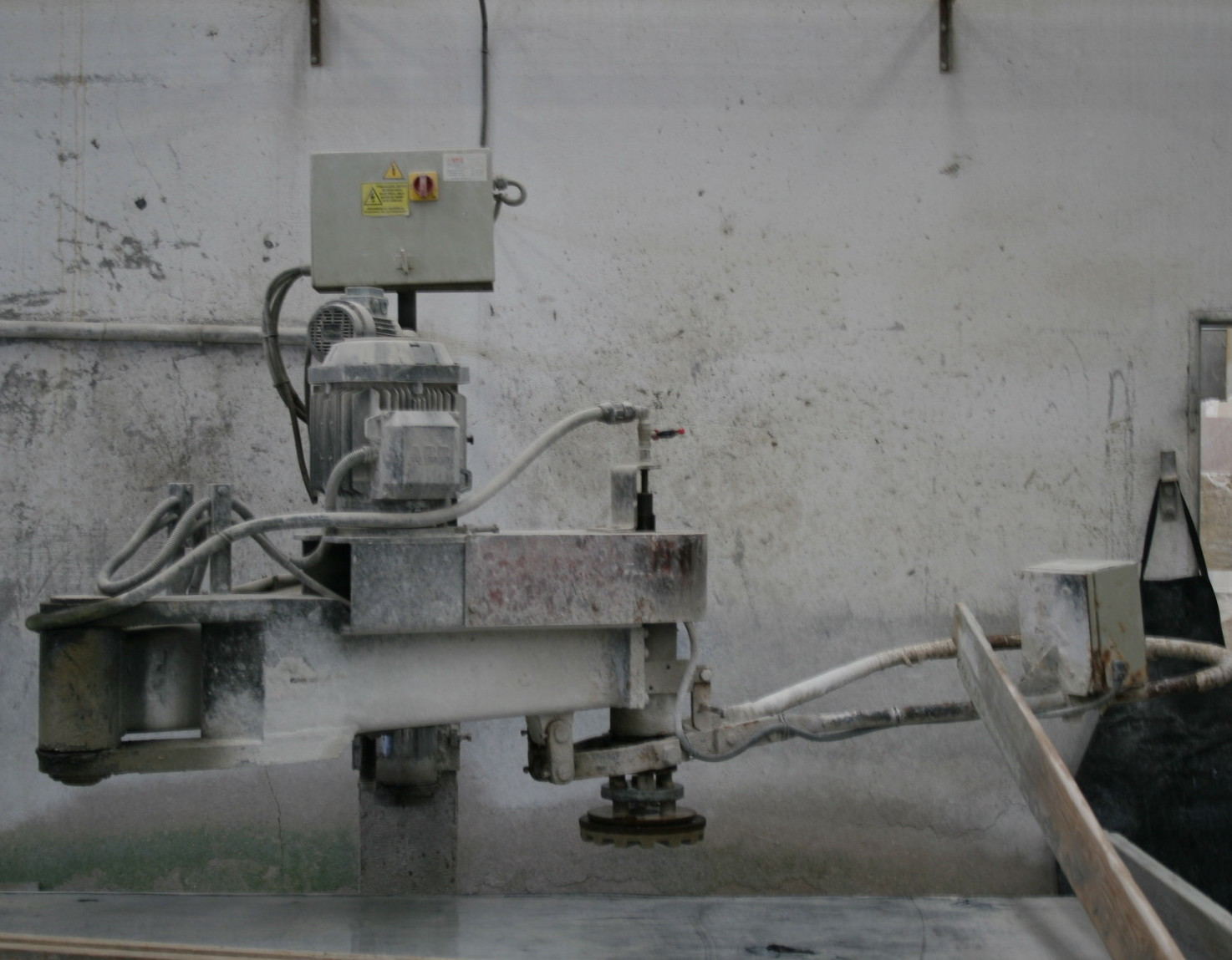
Einfache Gelenkarmschleifmaschine

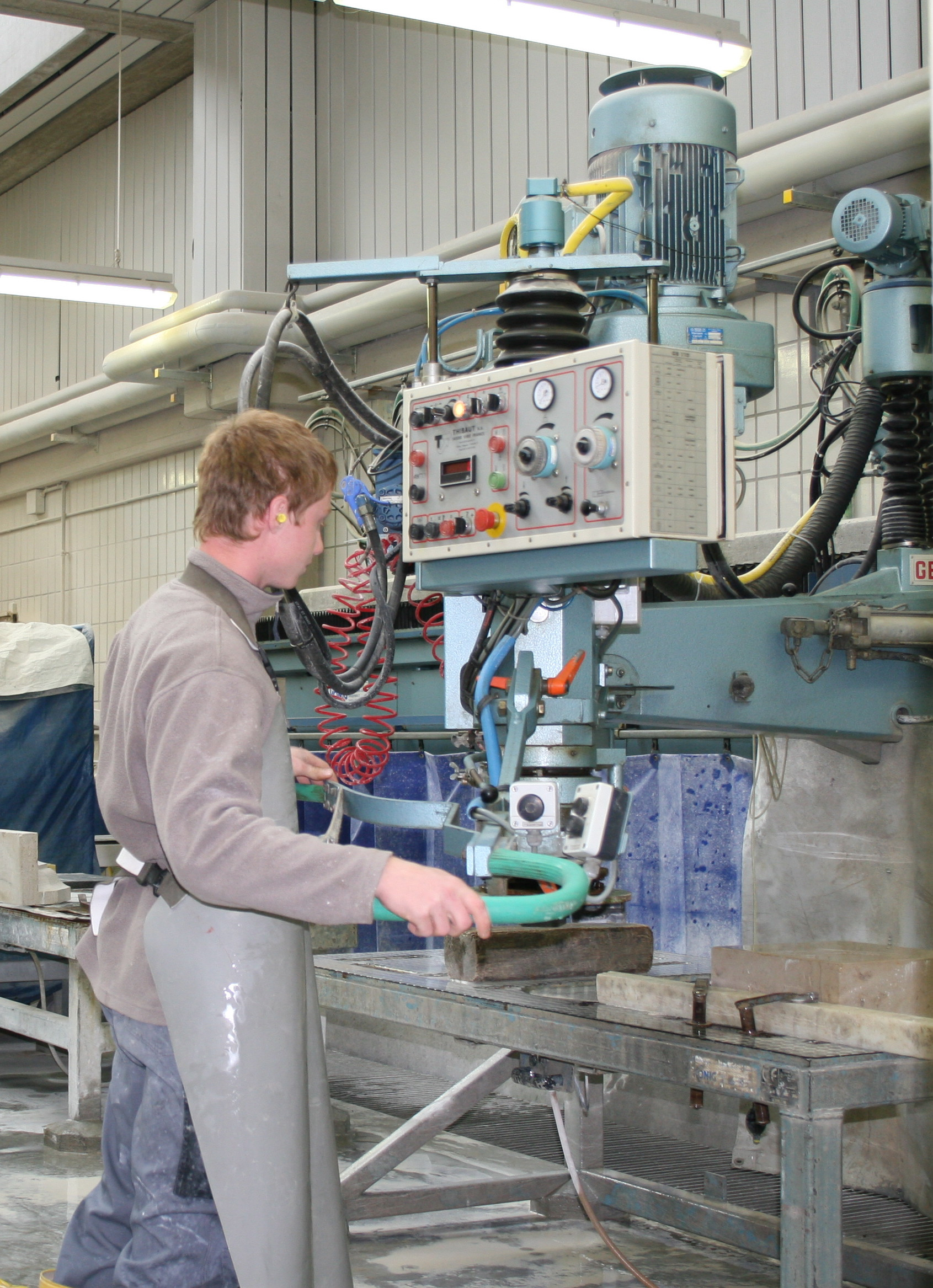
Moderne Gelenkarmschleifmaschine mit Fingerfräser

Eine senkrecht gelagerte Welle, an deren unterem Ende Schleifscheiben vertikal befestigt werden, wird von einem Elektromotor, zumeist mit Riemen, angetrieben. Durch die Achse erfolgt die Wasserkühlung der Schleifkörper. Bei einer Wandmontage wird von einer Wandarmschleifmaschine gesprochen. Es handelt sich um eine variabel einsetzbare Schleifmaschine, die kurz nach Mitte des 19. Jahrhunderts das Schleifen von Hartgestein, einschließlich der schwarzglänzenden Grabsteine aus dem Schwarz-Schwedischen Basalt, in großem Stil ermöglichte. Die Schleif- und Polierarbeiten wurden in jener Zeit vor allem durch Frauen bewerkstelligt. Die polierten schwarzen Grabsteine sind im Übrigen noch heute (2008) auf Friedhöfen zu sehen. Gelenkarmschleifmaschinen wurden und werden auch zum Oberflächenschleifen von Betonwerkstein verwendet. Da es sich um sehr robuste und einfach konstruierte Maschinen handelt, sind sie in Steinmetzbetrieben weit verbreitet. Sie sind entweder im Dauereinsatz für Schleifarbeiten von handwerklichen Kleinserien oder sie werden lediglich im Einzelfall verwendet, wenn Werkstücke nachzuschleifen sind. Sie eignen sich sowohl zum Schleifen von Hart- als auch von Weichgestein. Durch den Einsatz spezieller Schleifköpfe, entweder sogenannte Wackel-, Pendel- oder Planetenschleifköpfe, wird die Schleifwirkung verbessert. An diesen konventionellen Maschinentyp können auch wassergekühlte Hohlbohrer angebaut werden.
Anfang der 1990er Jahre wurden die Gelenkarmschleifmaschinen modernisiert und Fräswerkzeuge (sogenannte Fingerfräser) angebaut, die Aussparungen in Küchenarbeitsplatten, beispielsweise für Spülbeckenausschnitte einschließlich einer Innenpolitur der Spülbeckenkanten, ermöglichen. Ferner können durch das Schrägstellen des Arbeitstisches Wasserabtropfflächen eingefräst werden. Diese Modernisierung war der steigenden Nachfrage nach Küchenarbeitsplatten geschuldet. Ferner können Schleifwalzen an diese moderne Maschinenausführung angebaut werden. Schleifwalzen ermöglichen die Politur von Steinnebenseiten. Ein Maschinentyp ist für den Anbau eines Sägeblatts vorbereitet, das waagerechte Sägeschnitte ermöglicht. Des Weiteren können profilierte Frässcheiben befestigt werden, die Profile an Steinkanten vorfräsen und anschließend polieren.